# Джалтаранг
Джалтара́нг или джалатара́нг — индийский самозвучащий ударный музыкальный инструмент, относящийся к идиофонам.

## Описание
Джалтаранг, наряду с такими инструментами, как кашт-таранг, канч-таранг и другими, относят к определённому индийскому классу инструментов, изготовляемых из фарфора, дерева, металла, стекла, кожи и других материалов и эффективно используемых при исполнении классической музыки. Хотя идиофоны чрезвычайно редки в Южной Азии, джалтаранг выступает здесь исключением.
Джалтаранг, буквально «волны воды», состоит примерно из 18 фарфоровых чаш различных размеров, каждая из которых обладает особым тоном. Чаши должны быть расположены в форме полукруга перед исполнителем, градация размера при этом идёт от наибольшей к наименьшей, начиная слева.

## Исполнение
В чаши разливается вода, в различных чашах — различное количество, тем самым чаши настраиваются по шкале раг (от раги зависит количество чаш). Настройка достигается за счёт находящегося под рукой кувшина. Чем больше воды в чаше, тем ниже звук. Когда же вода выливается, то высота звука повышается. Также высота звука зависит от материала, из которого изготовлены чаши, от тонкости их стенок и размера их самих. Обычно после разливания воды по краям чаш исполнитель, сидящий на корточках в центре полукруга, стучит двумя тонкими бамбуковыми палочками размером с палочки для еды, держащимися в обеих руках. Изящные трели и оттенки извлекаются из контакта палочки с водой в чаше. Исполнитель стремится за счёт ударов палочками сделать так, чтобы вода достигла орнамента на чашах, а за счёт быстро повторяемых нот — достичь непрерывности тонов. Настройка различных чаш требует в основном много времени, и чаши так расположены, что высота звуков возрастает слева направо: более крупные чаши производят глубокий, низкий звук, а более маленькие издают высокие ноты. Пустые чаши после удара по ним палочкой издают ноты различной высоты. Для пустых чаш используется лишь одна палочка.

## История
Джалтаранг упоминается в индийских текстах с XVII века, однако в придворной музыке играл весьма малую роль. В конце XIX века он также использовался в арт-музыке. В декабре 1918 года игра на нём была продемонстрирована в рамках второй Всеиндийской музыкальной конференции. Исполнителем выступил Саадатхан из Гвалиора. Около 1920 года в лондонском Стейнвей Холле индийский исполнитель продемонстрировал эффектную игру на джалтаранге и поразил публику приятными тонами. С конца 1930-х годов местные индийские киностудии стали включать джалтаранг в свои оркестры наряду с такими индийскими инструментами, как ситар, сарод и таблатаранг. На юге Индии ещё в 1960-е годы джалтаранг воспринимался как концертный инструмент, и в представлениях с этим инструментом использовались также скрипка и мриданга. По состоянию на начало XXI века, джалтаранг считается уже не концертным инструментом, хотя его до сих пор можно встретить в музыкальных коллективах в кино и на радио. Одной из причин редкого участия джалтаранга в составе оркестров является невозможность достижения прекрасных оттенков звуков на нём. На джалтаранге обычно играют отдельно. Все композиции в среднем и быстром темпе могут быть хорошо сыграны на джалтаранге. На этом инструменте в Северной Индии исполняют гаты ситара.
На юге среди виртуозов игры на джалтаранге упоминаются имена таких исполнителей, как Джалтарангам Суббиар и Авидаяркоил Харихара Бхагаватхер.
Также Субба Рао изобрёл инструмент джалектромониум, использовав джалтаранг и фисгармонию. Он соединил их при помощи электричества, основываясь на следующем принципе: клавиши фисгармонии, при игре на ней, ударяют и по чашам джалтаранга.

## Комментарии
1. ↑  В то же время некоторые как более адекватный перевод предлагают «звон чаш с водой». См.: Deva B. C. Indian Music. — New Delhi, 2002. — ISBN 81-224—0730-7.
2. ↑  В основном изготавливаются из китайского фарфора. См.: Garland Encyclopedia of World Music. — Ney York and London : Garland Publishing, inc, 2000. — Vol. 5 : South Asia: The Indian Subcontinent / Alison Arnold. — P. 354—355.